# Perlavia
 (juillet 2018).
Perlavia est un village qui fait partie de la paroisse de Trubia, dans la commune de Oviedo dans les Asturies, en Espagne.

## Population et société

### Démographie
Sa population était de 50 personnes en 2017.
| Année      | 2000 | 2001 | 2002 | 2003 | 2004 | 2005 | 2006 | 2007 | 2008 | 2009 | 2010 | 2011 | 2012 | 2013 | 2014 | 2015 | 2016 | 2017 |
| Population | 63   | 65   | 57   | 55   | 53   | 51   | 49   | 56   | 58   | 57   | 57   | 58   | 58   | 57   | 55   | 56   | 58   | 50   |